# 데이비드 제프리 그리피스

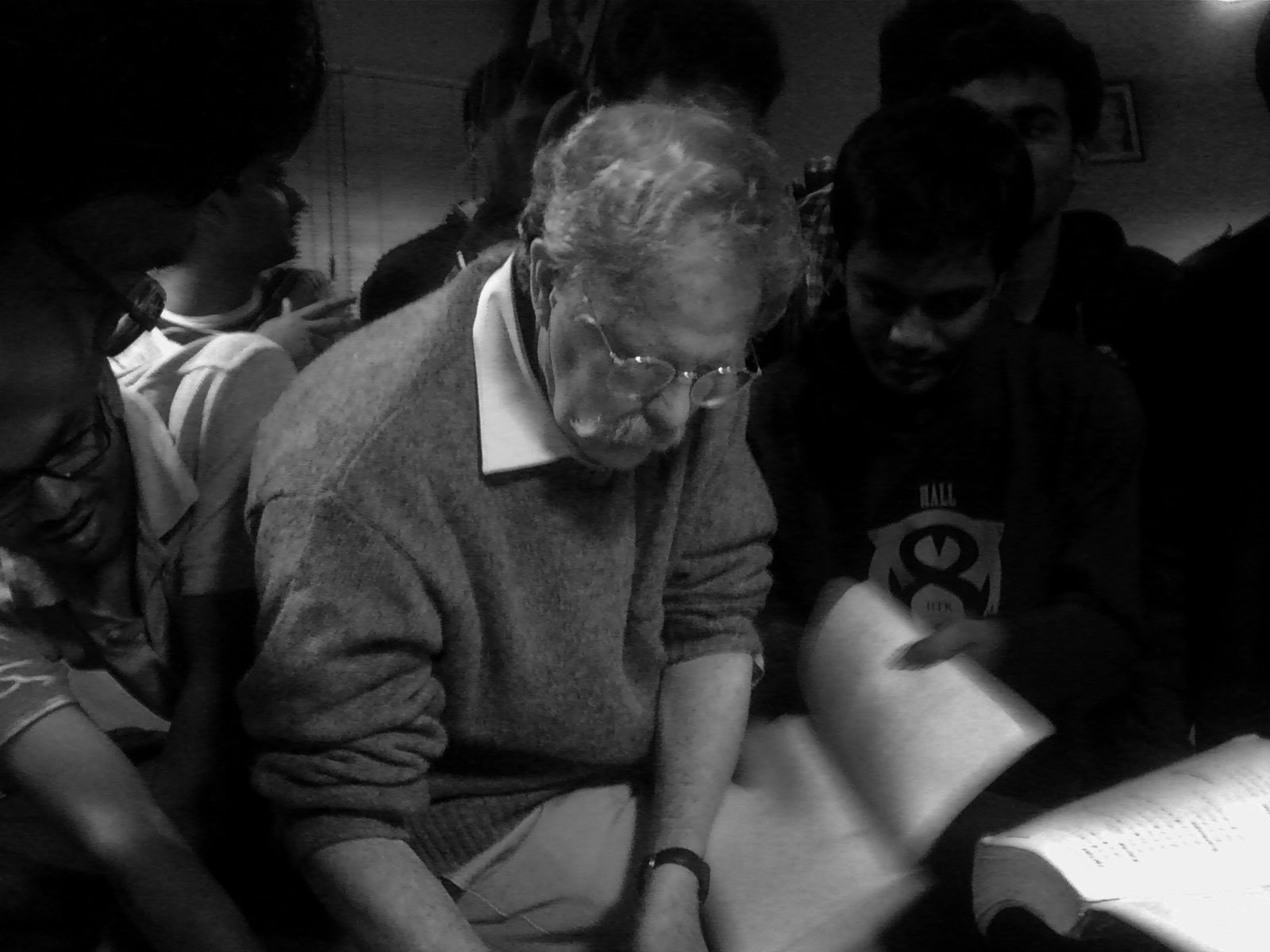
2014년 한 학생에게 사인을 해주는 그리피스.

데이비드 제프리 그리피스(David Jeffery Griffiths, 1942년 12월 5일 - )는 미국의 물리학자이다. 1978년에서 2009년 사이에 리드 대학 교수로 재직했다. 하버드 대학교에서 학사(1964년), 석사(1966년), 박사(1970년) 학위를 받았다. 세부전공은 이론입자물리학이고 지도교수는 시드니 콜먼이었다. 학부생 수준의 교과서들을 여럿 집필한 것으로 가장 이름높다. 대표저서로는 《기초전자기학》(Introduction to Electrodynamics), 《양자역학》(Introduction to Quantum Mechanics) 등이 있다.